# Danielle Claar
Danielle Claar est une scientifique spécialiste du monde marin, dont les recherches ont notamment porté sur l'effet de l'événement El Niño de 2014-2016 (en) sur les symbiotes et les parasites des coraux.

## Biographie
Elle étudie les sciences marines à l'Université d'Hawaï à Hilo, puis obtient un doctorat à l'Université de Victoria au Canada. Après son doctorat, elle rejoint le Wood Lab de l'Université de Washington à Seattle en tant que boursière post-doctorante à la NOAA Climate and Global Change.
Plus précisément, ses sujets de recherche en doctorat de 2013 à 2018 à l'Université de Victoria au Canada portent sur la symbiose des coraux lors de l'événement El Niño de 2015/2016,,. Sa thèse « Coral Symbioses Under Stress: Spatial and Temporal Dynamics of Coral-Symbiodinium Interactions » lui vaut la médaille d'or du Gouverneur général du Canada pour l'excellence académique,,. Au cours de ses études doctorales, elle met à profit sa formation de plongeuse scientifique pour effectuer des travaux de terrain sur l'île de Kiritimati dans l'océan Pacifique.

## Travail
Après son doctorat, elle accepte une bourse postdoctorale de la NOAA Climate and Global Change (C&GC) pour étudier « les moteurs climatiques à grande échelle du parasitisme chez les poissons des récifs coralliens » à l'Université de Washington, Seattle,.